# ميري بن آري
ميري بن آري (بالإنجليزية: Miri Ben-Ari)‏ (بالعبرية: מירי בן ארי) (ولدت في 4 ديسمبر 1978 إسرائيل) هي عازفة كمان إسرائيلية ، تقيم حاليا في الولايات المتحدة. حصلت على جائزة غرامي.
تعتبر كرائدة موسيقية في مزجها، الفريد من نوعه، بين النمط الكلاسيكي للكمان مع موسيقى الجاز، آر & بي والهيب هوب. ألبومها الوحيد أصدرته سنة 2005 تحت عنوان: The Hip-Hop Violinist.

## وصلات خارجية
- ميري بن آري على موقع IMDb (الإنجليزية)
- ميري بن آري على موقع ميوزك برينز (الإنجليزية)
- ميري بن آري على موقع أول ميوزيك (الإنجليزية)
- ميري بن آري على موقع ديسكوغز (الإنجليزية)
- ميري بن آري على موقع قاعدة بيانات الفيلم (الإنجليزية)

- miribenari.com
- myspace.com/miribenari